# Locmaria-Plouzané
Locmaria-Plouzané é uma comuna francesa na região administrativa da Bretanha, no departamento Finisterra. Estende-se por uma área de 23,15 km². Em 2010 a comuna tinha 5 219 habitantes (densidade: 225,4 hab./km²).